# ISO 3166-2:AF
La ISO 3166-2:AF son los códigos para las áreas de Afganistán. El objetivo de esta familia de normas es establecer en todo el mundo una serie de abreviaturas para los lugares, para su uso en las etiquetas de paquetes, contenedores y tal. En cualquier lugar donde un código alfanumérico corto puede servir para indicar claramente la ubicación de una forma más conveniente y menos ambigua que la forma completa el nombre del lugar. 
- ISO 3166-2:2004-03-08 - Para Afganistán, este boletín anunció la adición de Khost y Nurestan, que se creó en 2001 y 2002.
- ISO 3166-2:2005-09-13 - Para Afganistán, este boletín anunció la adición de Daykundi y Panjshir, que se crearon en 2004.

## Códigos
| Code   |                       |
| ------ | --------------------- |
| AF-BDS | Badakhshān            |
| AF-BDG | Bādghīs               |
| AF-BGL | Baghlān               |
| AF-BAL | Balkh                 |
| AF-BAM | Bāmīān                |
| AF-DAY | Dāykondī              |
| AF-FRA | Farāh                 |
| AF-FYB | Fāryāb                |
| AF-GHA | Ghaznī                |
| AF-GHO | Ġawr                  |
| AF-HEL | Helmand               |
| AF-HER | Herāt                 |
| AF-JOW | Jawzjān               |
| AF-KAB | Kābul (Kābol)         |
| AF-KAN | Kandahār              |
| AF-KAP | Kāpīsā                |
| AF-KHO | Khowst                |
| AF-KNR | Konar (Kunar)         |
| AF-KDZ | Kunduz                |
| AF-LAG | Lagmán                |
| AF-LOW | Lowgar                |
| AF-NAN | Nangrahār (Nangarhār) |
| AF-NIM | Nīmrūz                |
| AF-NUR | Nūrestān              |
| AF-ORU | Orūzgān (Urūzgān)     |
| AF-PIA | Paktīā                |
| AF-PKA | Paktīkā               |
| AF-PAN | Panjshīr              |
| AF-PAR | Parwān                |
| AF-SAM | Samangān              |
| AF-SAR | Sar-e Pol             |
| AF-TAK | Takhār                |
| AF-WAR | Wardak (Wardag)       |
| AF-ZAB | Zābol (Zābul)         |